# Brou-sur-Chantereine
Brou-sur-Chantereine (franskt uttal: [bʁu syʁ ʃɑ̃tʁɛn]
 ( lyssna)) är en kommun i departementet Seine-et-Marne i regionen Île-de-France i norra Frankrike. Kommunen ligger i kantonen Villeparisis som tillhör arrondissementet Torcy. År 2022 hade Brou-sur-Chantereine 5 094 invånare.

## Befolkningsutveckling
| Befolkningsutvecklingen i Brou-sur-Chantereine 1968–2021 | Befolkningsutvecklingen i Brou-sur-Chantereine 1968–2021 | Befolkningsutvecklingen i Brou-sur-Chantereine 1968–2021 | Befolkningsutvecklingen i Brou-sur-Chantereine 1968–2021 | Befolkningsutvecklingen i Brou-sur-Chantereine 1968–2021 |
| -------------------------------------------------------- | -------------------------------------------------------- | -------------------------------------------------------- | -------------------------------------------------------- | -------------------------------------------------------- |
|                                                          |                                                          |                                                          |                                                          |                                                          |
| År                                                       |                                                          |                                                          | Folkmängd                                                |                                                          |
| 1968                                                     | 1968                                                     |                                                          | 3 269                                                    |                                                          |
| 1975                                                     | 1975                                                     |                                                          | 4 664                                                    |                                                          |
| 1982                                                     | 1982                                                     |                                                          | 4 429                                                    |                                                          |
| 1990                                                     | 1990                                                     |                                                          | 4 469                                                    |                                                          |
| 1999                                                     | 1999                                                     |                                                          | 4 280                                                    |                                                          |
| 2007                                                     | 2007                                                     |                                                          | 4 253                                                    |                                                          |
| 2015                                                     | 2015                                                     |                                                          | 4 411                                                    |                                                          |
| 2021                                                     | 2021                                                     |                                                          | 4 992                                                    |                                                          |